# Giro di Romandia 1988
Il Giro di Romandia 1988, quarantaduesima edizione della corsa, si svolse dal 10 al 15 maggio su un percorso di 896 km ripartiti in 6 tappe e un cronoprologo, con partenza a La Chaux-de-Fonds e arrivo a Ginevra. Fu vinto dall'olandese Gerard Veldscholten della Weinmann-La Suisse davanti agli svizzeri Tony Rominger e Urs Zimmermann.

## Tappe
| Tappa  | Data      | Percorso                                                  | km  | Vincitore di tappa | Leader cl. generale |
| ------ | --------- | --------------------------------------------------------- | --- | ------------------ | ------------------- |
| Prol.  | 10 maggio | La Chaux-de-Fonds > La Chaux-de-Fonds (cron. individuale) | 7,9 | Tony Rominger      | Tony Rominger       |
| 1ª     | 11 maggio | La Chaux-de-Fonds > Delémont                              | 163 | Bruno Hürlimann    | Bruno Hürlimann     |
| 2ª     | 12 maggio | Delémont > Courtemaîche                                   | 160 | Gianni Bugno       | Bruno Hürlimann     |
| 3ª     | 13 maggio | Porrentruy > Friburgo                                     | 197 | Bob Roll           | Bruno Hürlimann     |
| 4ª     | 14 maggio | Avry sur Matran > Monthey                                 | 90  | Frans Maassen      | Gerard Veldscholten |
| 5ª     | 14 maggio | Monthey > La Tzoumaz                                      | 90  | Urs Zimmermann     | Gerard Veldscholten |
| 6ª     | 15 maggio | La Tzoumaz > Ginevra                                      | 188 | Davis Phinney      | Gerard Veldscholten |
| Totale | Totale    | Totale                                                    | 896 |                    |                     |

## Dettagli delle tappe

### Prologo
- 10 maggio: La Chaux-de-Fonds > La Chaux-de-Fonds (cron. individuale) – 7,9 km

| Pos. | Corridore             | Squadra      | Tempo  |
| ---- | --------------------- | ------------ | ------ |
| 1    | Tony Rominger         | Chateau d'Ax | 10'35" |
| 2    | Jean-François Bernard | Toshiba      | s.t.   |
| 3    | Erich Mächler         | Carrera      | a 4"   |

| Pos. | Corridore             | Squadra      | Tempo  |
| ---- | --------------------- | ------------ | ------ |
| 1    | Tony Rominger         | Chateau d'Ax | 10'35" |
| 2    | Jean-François Bernard | Toshiba      | a 2"   |
| 3    | Erich Mächler         | Carrera      | a 4"   |

### 1ª tappa
- 11 maggio: La Chaux-de-Fonds > Delémont – 163 km

| Pos. | Corridore       | Squadra    | Tempo    |
| ---- | --------------- | ---------- | -------- |
| 1    | Bruno Hürlimann | Cyndarella | 4h20'35" |
| 2    | Rolf Järmann    | Cyndarella | a 1'08"  |
| 3    | Andreas Kappes  | Toshiba    | s.t.     |

| Pos. | Corridore       | Squadra    | Tempo |
| ---- | --------------- | ---------- | ----- |
| 1    | Bruno Hürlimann | Cyndarella |       |

### 2ª tappa
- 12 maggio: Delémont > Courtemaîche – 160 km

| Pos. | Corridore      | Squadra      | Tempo    |
| ---- | -------------- | ------------ | -------- |
| 1    | Gianni Bugno   | Chateau d'Ax | 3h59'37" |
| 2    | Erich Mächler  | Carrera      | s.t.     |
| 3    | Andreas Kappes | Toshiba      | s.t.     |

| Pos. | Corridore       | Squadra    | Tempo    |
| ---- | --------------- | ---------- | -------- |
| 1    | Bruno Hürlimann | Cyndarella | 8h31'52" |
| 2    | Erich Mächler   | Carrera    | a 1"     |
| 3    | Pedro Delgado   | Reynolds   | a 15"    |

### 3ª tappa
- 13 maggio: Porrentruy > Friburgo – 197 km

| Pos. | Corridore      | Squadra   | Tempo    |
| ---- | -------------- | --------- | -------- |
| 1    | Bob Roll       | 7         | 4h57'48" |
| 2    | Stephan Joho   | Ariostea  | s.t.     |
| 3    | Teun van Vliet | Panasonic | s.t.     |

| Pos. | Corridore       | Squadra    | Tempo     |
| ---- | --------------- | ---------- | --------- |
| 1    | Bruno Hürlimann | Cyndarella | 13h29'40" |
| 2    | Erich Mächler   | Carrera    | a 1"      |
| 3    | Pedro Delgado   | Reynolds   | a 15"     |

### 4ª tappa
- 14 maggio: Avry sur Matran > Monthey – 90 km

| Pos. | Corridore       | Squadra     | Tempo    |
| ---- | --------------- | ----------- | -------- |
| 1    | Frans Maassen   | Superconfex | 2h00'48" |
| 2    | Ad Wijnands     | Superconfex | s.t.     |
| 3    | Joey McLoughlin | Z-Peugeot   | s.t.     |

| Pos. | Corridore           | Squadra  | Tempo |
| ---- | ------------------- | -------- | ----- |
| 1    | Gerard Veldscholten | Weinmann |       |

### 5ª tappa
- 14 maggio: Monthey > La Tzoumaz – 90 km

| Pos. | Corridore       | Squadra      | Tempo    |
| ---- | --------------- | ------------ | -------- |
| 1    | Urs Zimmermann  | Carrera      | 2h46'08" |
| 2    | Tony Rominger   | Chateau d'Ax | a 33"    |
| 3    | Andrew Hampsten | 7            | a 34"    |

| Pos. | Corridore           | Squadra  | Tempo |
| ---- | ------------------- | -------- | ----- |
| 1    | Gerard Veldscholten | Weinmann |       |

### 6ª tappa
- 15 maggio: La Tzoumaz > Ginevra – 188 km

| Pos. | Corridore           | Squadra    | Tempo    |
| ---- | ------------------- | ---------- | -------- |
| 1    | Davis Phinney       | 7          | 4h29'42" |
| 2    | Johan van der Velde | Gis Gelati | s.t.     |
| 3    | Rolf Sörensen       | Ariostea   | s.t.     |

| Pos. | Corridore           | Squadra      | Tempo     |
| ---- | ------------------- | ------------ | --------- |
| 1    | Gerard Veldscholten | Weinmann     | 22h48'01" |
| 2    | Tony Rominger       | Chateau d'Ax | a 8"      |
| 3    | Urs Zimmermann      | Carrera      | a 22"     |

## Classifiche finali

### Classifica generale
| Pos. | Corridore             | Squadra                        | Tempo     |
| ---- | --------------------- | ------------------------------ | --------- |
| 1    | Gerard Veldscholten   | Weinmann-La Suisse             | 22h48'01" |
| 2    | Tony Rominger         | Chateau d'Ax                   | a 8"      |
| 3    | Urs Zimmermann        | Carrera-Vagabond               | a 22"     |
| 4    | Andrew Hampsten       | 7-Eleven-Hoonved               | a 33"     |
| 5    | Jean-François Bernard | Toshiba                        | a 39"     |
| 6    | Pedro Delgado         | Reynolds                       | a 1'29"   |
| 7    | Beat Breu             | Cyndarella-Isotonic            | a 1'33"   |
| 8    | Marco Giovannetti     | Gis Gelati-Ecoflam-Jollyscarpe | a 1'38"   |
| 9    | Marc Madiot           | Toshiba                        | a 1'47"   |
| 10   | Omar Hernández        | Reynolds                       | a 1'49"   |